# Alejandro Almarcha
Alejandro Almarcha Guerrero (Madrid, 23 de agosto de 1921-Miranda de Ebro, 19 de enero de 2011) fue un pintor y escultor español que pasó la práctica totalidad de su vida, desde los 19 años, en Miranda de Ebro, de ahí que gran parte de su obra esté en esta ciudad y las de su entorno, como Vitoria y Logroño.
Se formó en la Escuela de Artes y Oficios de Ávila y en la Academia de Bellas Artes de San Fernando de Madrid.
Uno de sus hijos, del mismo nombre (A. Almarcha Ruiz), es periodista y ha sido director del Diario de Soria-El Mundo, mientras que otro (Gustavo Almarcha) también ha elegido la pintura como profesión.

## Obra

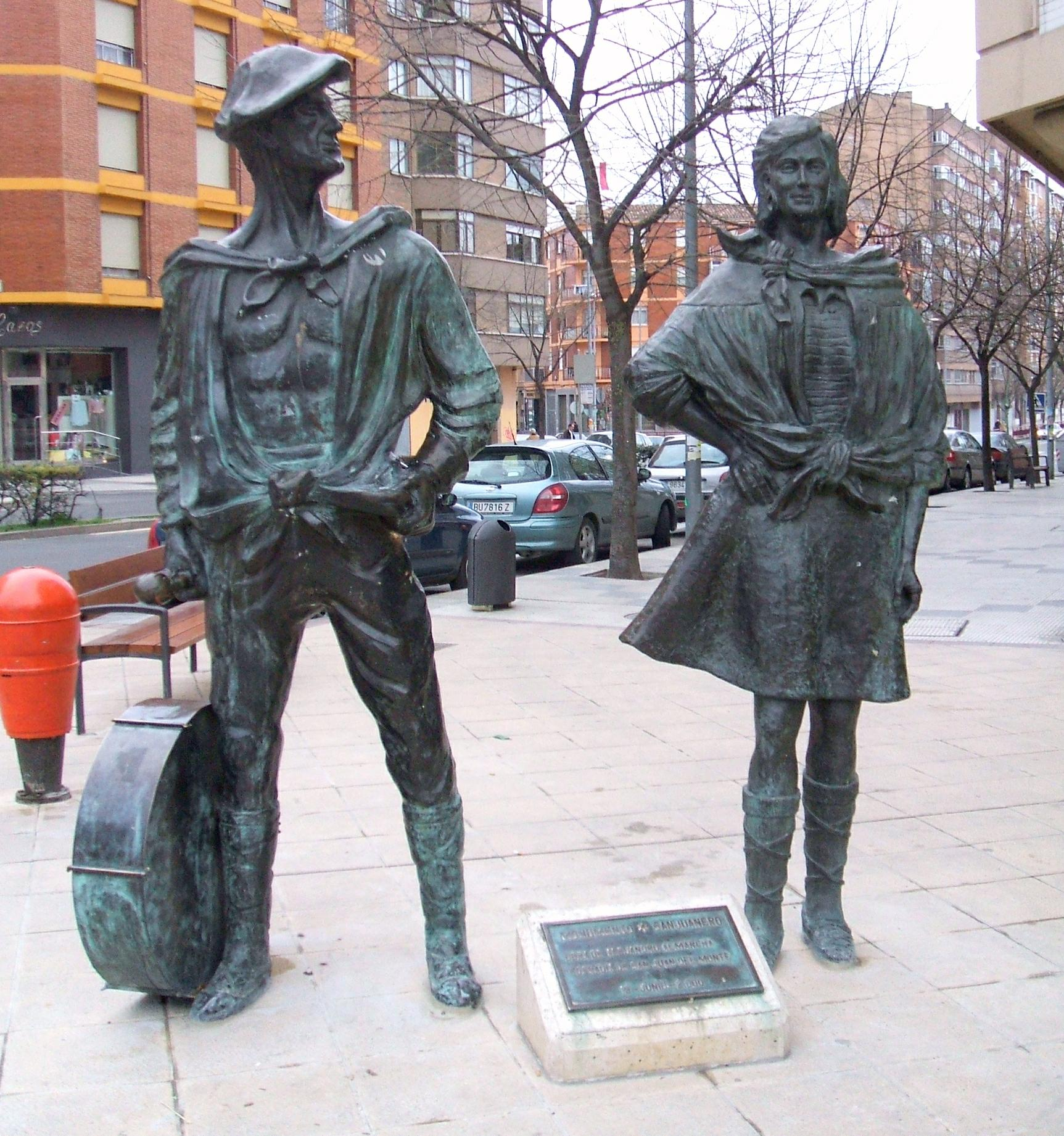
Monumento Sanjuanero (2000-2002), obra ubicada en la calle Ronda del Ferrocarril de Miranda de Ebro.

Aunque más conocido por sus facetas de pintor y escultor, Alejandro también ha legado una importante producción literaria y realizó labores de diseñador proyectista de Arquitectura para la empresa FEFASA de Miranda de Ebro.
Durante la década de los 90 fue colaborador de la publicación Miranda 7 días.
Aparte de su trabajo creativo en general, Alejandro también ha pasado a la historia de la ciudad de Miranda como creador de varios símbolos del municipio:
- Escultura Monumento Sanjuanero (bronce patinado)[5]
- Escultura Juan el ermitaño (piedra caliza)[6]
- Escultura Homenaje al ferrocarril.
- Jabato Rojillo (mascota del Club Deportivo Mirandés), trabajo conjunto con Melquiades Mariñán.[7]

## Obra literaria
- Sonetos llenos de Miranda[4]
- Miranda, despertar de cien caminos
- El reloj de nieve
- Centinela del alba
- El largo sueño del alba

Relatos breves:
- El chapero
- La capea
- El pintor invisible

Novelas cortas:
- Vendedor de humo
- La casa
- El ciprés
- El mar
- Mariposa negra
- La noche iluminada
- El resucitado
- El precio de la fama

## Premios y reconocimientos
- Segunda Bienal Hispanoamética de la Habana (Cuba)
- Certamen Nacional de Pintura de Almería (España)
- Dibujo Español. Galería Noresut de Caracas (Venezuela)
- Primera Bienal de Arte Contemporáneo Español. Museo Gallliera (París)
- España vista por sus artistas (Puerto Rico)
- Exposición antológica de su obra en Miranda de Ebro (julio de 2011)[8][9]
- León de Oro de la ciudad de Miranda de Ebro otorgado por su Ayuntamiento.[9][10]